# Natalia Bolívar
Natalia Bolívar Aróstegui (* 16. September 1934 in Havanna; † 19. November 2023 ebenda) war eine kubanische Ethnologin, Anthropologin und Schriftstellerin. Sie war Expertin der afrokubanischen Religion Santería. Es erschienen von ihr rund hundert Schriften und Vorträge, die sowohl in Kuba als auch im Ausland veröffentlicht wurden.

## Ausbildung
Natalia Bolívar stammte aus einer wohlhabenden kubanischen Familie und war eine Nachkommin des lateinamerikanischen Freiheitskämpfers Simón Bolívar. Sie studierte 1955 kubanische Kunst an der damaligen Fakultät für Philosophie und Geisteswissenschaften an der Universität Havanna, an der angeschlossenen San-Alejandro-Schule Malerei und Bildhauerei, sowie an der Arts Students League in New York natürliches Design und Malerei. Ihre dortigen Professoren waren die Stars nordamerikanischen Designs, Will Barnet, Morris Kantor und Norman Rockwell. 

## Rolle in der Revolution und Kultur Kubas
Von 1956 bis Mitte 1958 arbeitete sie im Palacio de Bellas Artes, zuerst als Museumsführerin und Dolmetscherin für Englisch und Französisch, später dann als Verantwortliche für den Bereich Kubanische Ethnologie. Sie war Schülerin von Fernando Ortiz und Lydia Cabrera.
Wegen ihrer Mitgliedschaft im Revolutionären Direktorium des 13. März, einer bewaffneten Widerstandsorganisation gegen die Diktatur Fulgencio Batistas, wurde sie im Juli 1958 verhaftet und verbrachte die Zeit nach ihrer Freilassung bis zum 1. Januar 1959 im Untergrund.
Nach der Revolution wurde sie Direktorin des Museo Nacional de Bellas Artes und beschäftigte sich unter anderem mit der Restaurierung von Kunstwerken aus ehemals privater Hand. Gleichzeitig nahm sie an der Gründung und Leitung des Museo Napoleónico in Havanna teil. Mit Förderung der UNESCO erhielt sie Fortbildungskurse in Museologie und Katalogisierung, in deren Rahmen sie auch nach Paris reiste, um die dortigen Museen zu studieren. 1966 wurde sie entlassen und erhielt eine Anstellung im Landwirtschaftsministerium, für das sie kleine Kunstausstellungen in ländlichen Zentren der Provinz Havanna organisierte. Ab 1971 war sie in der Kubanischen Nationalbank Abteilungsleiterin für zeitgenössisches kubanisches Schmuckdesign, bevor sie ab 1974 das Münzmuseum der Nationalbank organisierte und leitete. Später war sie in verschiedenen Institutionen des kubanischen Kulturbetriebs tätig, so als Leiterin für Öffentlichkeitsarbeit des Nationaltheaters oder als Beraterin für Musik und Kostüme von Filmproduktionen.
Während ihrer Karriere hatte sie mehrfach Probleme mit den Behörden, weil sie nach eigener Aussage „zu aufmüpfig“ war, „den Parteibonzen widersprach“ und sie mit ihrem Lebensstil mit „zu vielen und zu jungen Männern“ auffiel. Seit den 1980er Jahren beschäftigte sie sich schwerpunktmäßig mit der Welt der Orishas, den Göttern der afrokubanischen Volksreligion.

## Bibliografie
- Los Orishas en Cuba – La Habana: Ediciones Unión, 1990, u. a.
- Ituto: la muerte en los mitos y rituales afrocubanos  – Co-Autor: Carmen González Díaz de Villega, Miami: Editorial Arenas, 1992. ISBN 1-56578-011-6.
- Mitos  y Leyendas de la comida afrocubana – Co-Autor: Carmen González Díaz de Villega, La Habana: Editorial Ciencias Sociales, 1993. (Colección Echún Bi) ISBN 959-06-0118-9.
- Opolopo Owó:los sistemas adivinatorios de la Regla de Ocha – La Habana: Editorial Ciencias Sociales, 1994. (Colección Echú Bi) ISBN 959-06-0138-3.
- Orishas, Egguns, Nkisis, Nfumbes y su posesión de la pintura cubana – La Habana: Editorial Pablo de la Torriente Brau, 1994. (Colección Muama Matari Nsasi). ISBN 959-12-0041-2.
- Los perros y los orishas – La Habana : Editorial Pablo de la Torriente Brau, 1994.
- Orula en el deambular por la antiguas civilizaciones – La Habana: Editorial Pablo de la Torriente Brau, 1995. (Colección Muana Matari Nsasi) ISBN 959-12-0046-3.
- ¿ Sincretismo religioso ? Santa Bárbara / Changó – Co-Autor: Mario López Cepero, La Habana: Editorial Pablo de la Torriente Brau, 1995. (Colección Muana Matari Nsasi). ISBN 959-12-0043-9.
- Tributo necesario a Lydia Cabrera y sus egguns – La Habana: Editorial Pablo de la Torriente Brau, 1995. (Colección Muana Matari Nsasi) ISBN 959-12-0049-8.
- Ifá: su historia en Cuba: ensayo – La Habana: Ediciones Unión, 1996. (Colección La Rueda Dentada). ISBN 959-209-092-0.